# Grevillea lanigera

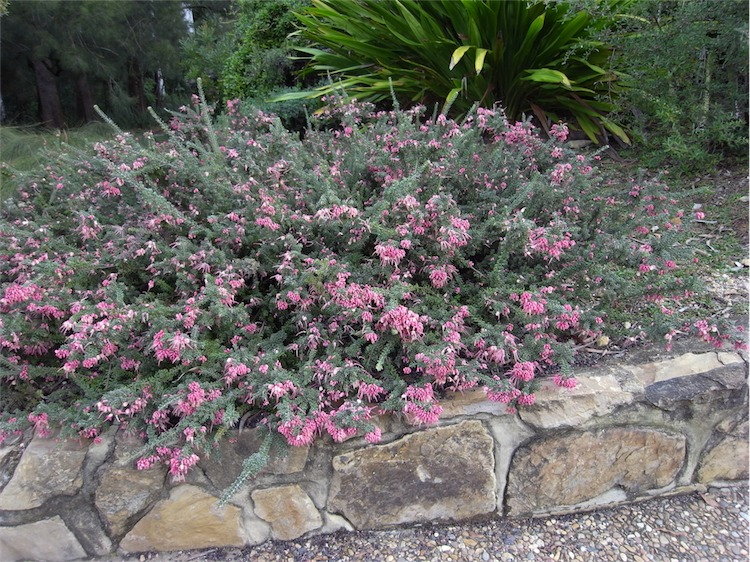
Hábito no en.

Grevillea lanigera é uma espécie de planta com flores da família Proteaceae, sendo endêmica do sudeste da Austrália continental. Trata-se de um arbusto espalhado com folhas estreitas, oblongas a mais ou menos lineares, e grupos de flores rosa a vermelho e creme.

## Descrição
Grevillea lanigera é geralmente um arbusto espalhado que atinge de 20 a 50 cm de altura, mas pode formar um arbusto denso e arredondado de até 2 metros. Suas folhas são estreitas, oblongas a quase lineares, medindo de 5 a 40 mm de comprimento e de 0,7 a 5 mm de largura, com as bordas curvadas para baixo ou enroladas. A superfície inferior das folhas é coberta por pelos felpudos. As flores organizam-se em grupos de duas a dez, sobre um ráquis de 2,5 a 10 mm de comprimento, exibindo tons de rosa claro a vermelho e creme. O estilete é felpudo ou lanoso, exceto perto da ponta, e o pistilo tem de 13,5 a 19,5 mm de comprimento, com pelos no interior. A floração ocorre principalmente de julho a dezembro, embora flores possam aparecer em outros meses. O fruto é um folículo elíptico a oblongo, felpudo, com 10 a 15 mm de comprimento.

## Taxonomia
Grevillea lanigera foi formalmente descrita em 1830 por Robert Brown em sua obra Supplementum primum Prodromi florae Novae Hollandiae [en], a partir de espécimes coletados perto do rio Lachlan [en] por Allan Cunningham. O epíteto específico (lanigera) significa "portador de lã".

## Distribuição e habitat
Grevillea lanigera cresce em locais úmidos e rochosos, em matagais, bosques e florestas, ao sul de Dubbo e a leste da Riverina em Nova Gales do Sul, principalmente na costa e nos planaltos, passando pelo Território da Capital Australiana até o leste de Victoria.
A espécie apresenta variação em seu hábito, nas características das folhas e na abundância de flores, formando híbridos com G. rosmarinifolia, G. polybractea [en] e G. floribunda [en].

## Uso em horticultura
Essa árvore é popular no cultivo e pode ser propagada por sementes ou estacas. É resistente a diversas condições climáticas e de solo, suportando seca e geada, mas prefere uma posição ensolarada no jardim.